# Luchtvaarttechniek

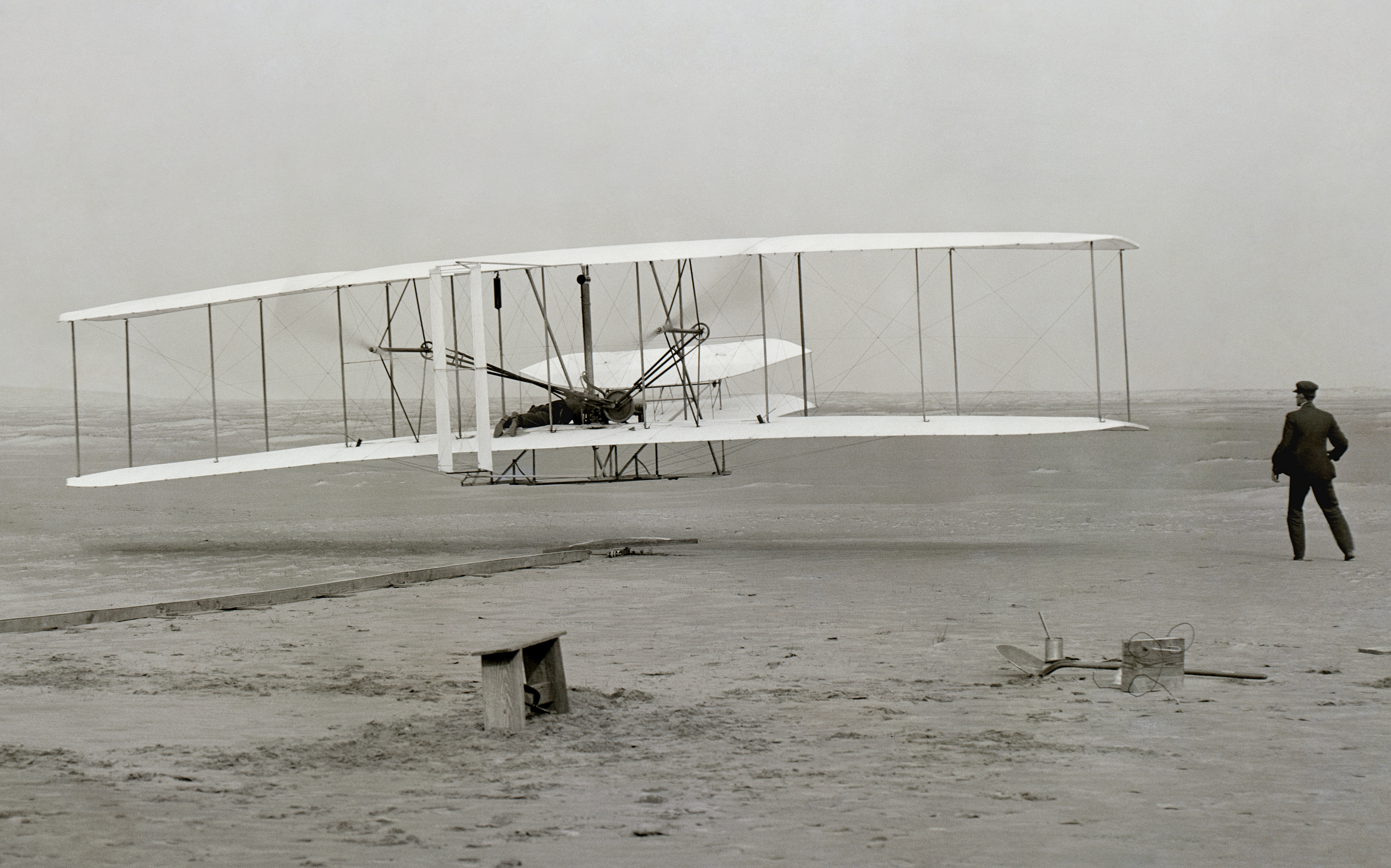
Een vlucht van de gebroeders Wright in 1903.

Luchtvaarttechniek is een specialisme in de techniek, dat zich bezighoudt met de productie van vliegtuigen en ruimtevaartuigen. De twee subdisciplines zijn respectievelijk de vliegtuigbouw en de ruimtevaarttechniek.
De luchtvaarttechniek omvat de volgende technische en wetenschappelijke aspecten:
- aerodynamica: de studie van luchtstromen rond voorwerpen, zoals vleugels.
- aandrijving: studie van de energie die nodig is om een voertuig door de lucht (of in een vacuüm) te laten bewegen. Deze energie wordt verstrekt door interne verbrandingsmotoren, straalmotoren, raketten en/of ionenmotoren.
- dynamica: de studie van het manoeuvreren van voertuigen om de gewenste positie en houding te behouden.
- structuurbouw: het ontwerp van de configuratie van het vaartuig om de krachten te weerstaan die tijdens vlucht worden ondervonden. Bij het ontwerp van ruimtevaartuigen beoogt men het gewicht zo laag mogelijk te houden.
- materiaalkunde: studie van de materialen waaruit de vaartuigen worden opgebouwd. Nieuwe materialen met zeer specifieke eigenschappen worden uitgevonden, of bestaande worden gewijzigd om hun prestaties te verbeteren.
- aero-elasticiteit: studie van de interactie tussen aerodynamische krachten en structurele flexibiliteit, divergentie.

De basis van het grootste deel van deze elementen ligt in de toegepaste wiskunde, zoals vloeistofdynamica voor een optimale aerodynamica, en de bewegingsvergelijkingen voor de dynamica. Daarnaast is er een grote experimentele component aanwezig. Oorspronkelijk werd er proefgedraaid met schaalmodellen en prototypen, en met testen in windtunnels. Dankzij de voortgang van de computertechniek (verbeterde gegevensbewerking) wordt de computer steeds meer gebruikt om het gedrag van de vaartuigen te simuleren. Dit bespaart veel tijd en geld.